# Véra Figner
Pour les articles homonymes, voir Figner.
Véra Nikolaïevna Figner (en russe : Вера Николаевна Фигнер), née dans le gouvernement de Kazan le 24 juin 1852 (6 juillet dans le calendrier grégorien) et morte à Moscou le 15 juin 1942, est une militante socialiste russe, membre du groupe terroriste Narodnaïa Volia, qui contribua à l'organisation de l'assassinat de l’empereur de Russie Alexandre II le 1er mars 1881 (13 mars dans le calendrier grégorien) à Saint-Pétersbourg.

## Biographie
Véra Figner naît le 6 juillet 1852 dans le gouvernement de Kazan dans une famille aisée. Sa mère, Ekaterina Khristoforovna, est la fille d'un certain Kouprianov, juge du district de Tetiouchy, qui a amassé une fortune confortable, dont plus de 70 000 acres[Combien ?] de terres. Mais il laisse un tel désordre dans ses affaires et de nombreuses dettes à sa mort que ses héritiers renoncent à l'héritage. Le père de Véra, Nikolaï Alexandrovitch Figner a une formation et un métier de forestier. Après l'abolition du servage en 1861, il prend sa retraite et devient juge de paix.
Véra est l'aînée d'une fratrie de huit enfants (dont deux garçons décèdent en bas âge) : Lydia, Piotr (ingénieur minier), Nikolaï (ténor), Evguenia et Olga. Les quatre sœurs Figner furent toutes plus ou moins impliquées dans des activités révolutionnaires et connurent des destins semblables.
De 1872 à 1875, elle fut étudiante à la faculté de médecine de l'université de Zurich. Elle rejoint un groupe de militants révolutionnaires, le Cercle Fristche. En 1875, la majorité d'entre eux regagnèrent la Russie et formeront plus tard le futur Parti socialiste révolutionnaire russe. Véra Figner préfère rester en Suisse, mais bientôt le militant Mark Natanson lui demande instamment de rentrer en Russie pour rejoindre le mouvement révolutionnaire. Revenue dans son pays, Vera Figner adhère au mouvement Terre et Liberté.
De 1877 à 1879, elle travailla comme assistante d'un médecin, elle a mené en parallèle des activités révolutionnaires de propagande dans les villages autour de Samara et de Saratov. En 1879, Véra Figner pris part, à Voronej, au congrès de Zemlia i Volia (Terre et Liberté). Après la scission de Zemlia i Volia en 1879, elle devint membre du Comité exécutif de Narodnaïa Volia (« La Volonté du Peuple »). Elle contribua à la propagande révolutionnaire parmi les intellectuels, les étudiants et les militaires de Saint-Pétersbourg, Cronstadt et du sud de la Russie. Véra Figner participa à la création de l'aile paramilitaire de Narodnaïa Volia. Elle a participé à la planification de l'attentat contre  Alexandre II de Russie en 1880 à Odessa. Après l'assassinat du tsar le 1er mars 1881, Véra Figner continua à mener des activités révolutionnaires à Odessa.
Le 10 février 1883, elle fut arrêtée à Kharkov et un an plus tard condamnée à mort, mais sa peine fut commuée en prison à vie. Elle a passé les 20 premiers mois qui ont précédé son procès en cellule d'isolement à la forteresse Pierre-et-Paul et a ensuite été emprisonnée pendant 20 ans à Schlusselbourg. En 1904, Véra Figner fut déportée dans le territoire du gouvernement d'Arkhangelsk, puis dans celui de Kazan et enfin de Nijni Novgorod. Elle fut libérée après la Révolution de 1905. Dès 1906, elle sillonne l'Europe pour dénoncer les conditions d'emprisonnement dans l'Empire russe.
Après la révolution d'Octobre de 1917, Véra Figner édita un livre intitulé Les Mémoires d'une révolutionnaire. Elle prit une part active dans un magazine appelé Katorga et l'exil (Каторга и ссылка). Elle est enfin l'auteur d'un certain nombre de biographies de narodnikis et d'articles sur l'histoire du mouvement révolutionnaire russe des années 1870 et 1880.
Elle meurt à Moscou le 15 juin 1942.